# Окслі (Міссурі)
Окслі (англ. Oxly) — переписна місцевість (CDP) в США, в окрузі Ріплі штату Міссурі. Населення — 62 особи (2020).

## Географія
Окслі розташоване за координатами 36°36′9″ пн. ш. 90°40′44″ зх. д. / 36.60250° пн. ш. 90.67889° зх. д. (36.602532, -90.678992).  За даними Бюро перепису населення США в 2010 році переписна місцевість мала площу 6,83 км², уся площа — суходіл.

### Клімат
| Клімат : Окслі        | Клімат : Окслі | Клімат : Окслі | Клімат : Окслі | Клімат : Окслі | Клімат : Окслі | Клімат : Окслі | Клімат : Окслі | Клімат : Окслі | Клімат : Окслі | Клімат : Окслі | Клімат : Окслі | Клімат : Окслі | Клімат : Окслі |
| Показник              | Січ.           | Лют.           | Бер.           | Квіт.          | Трав.          | Черв.          | Лип.           | Серп.          | Вер.           | Жовт.          | Лист.          | Груд.          | Рік            |
| Середній максимум, °C | 7,8            | 10,6           | 16,1           | 22,2           | 26,7           | 31,1           | 33,3           | 32,8           | 28,9           | 22,8           | 15,6           | 8,9            | 21,1           |
| Середній мінімум, °C  | −6,1           | −3,9           | 0,6            | 5,6            | 11,1           | 16,1           | 18,3           | 17,2           | 12,8           | 5,6            | 0,0            | −4,4           | 6,1            |
| Норма опадів, мм      | 91             | 86             | 117            | 124            | 124            | 99             | 99             | 94             | 99             | 84             | 104            | 71             | 1219           |
| --------------------- | -------------- | -------------- | -------------- | -------------- | -------------- | -------------- | -------------- | -------------- | -------------- | -------------- | -------------- | -------------- | -------------- |
| Джерело: Weatherbase  |                |                |                |                |                |                |                |                |                |                |                |                |                |

## Демографія
Згідно з переписом 2010 року, у переписній місцевості мешкало 200 осіб у 85 домогосподарствах у складі 47 родин. Густота населення становила 29 осіб/км².  Було 92 помешкання (13/км²).
Расовий склад населення:
| - 97,0 % — білих - 2,5 % — корінних американців |

До двох чи більше рас належало 0,5 %. Частка іспаномовних становила 1,5 % від усіх жителів.
За віковим діапазоном населення розподілялося таким чином: 23,0 % — особи молодші 18 років, 63,0 % — особи у віці 18—64 років, 14,0 % — особи у віці 65 років та старші. Медіана віку мешканця становила 42,5 року. На 100 осіб жіночої статі у переписній місцевості припадало 102,0 чоловіків;  на 100 жінок у віці від 18 років та старших — 100,0 чоловіків також старших 18 років.
За межею бідності перебувало 45,1 % осіб, у тому числі 76,9 % дітей у віці до 18 років та 0,0 % осіб у віці 65 років та старших.
Цивільне працевлаштоване населення становило 20 осіб. Основні галузі зайнятості: освіта, охорона здоров'я та соціальна допомога — 25,0 %, транспорт — 20,0 %, науковці, спеціалісти, менеджери — 20,0 %.